# Metagonimoza
Metagonimoza – choroba pasożytnicza powodowana przez przywry Metagonimus yokogawai.

## Objawy i przebieg
Głównymi objawami są biegunka i kolkowy ból brzucha. Migracja jaj pasożyta do narządów poza przewodem pokarmowym (serce, mózg) może mieć miejsce, co daje odpowiednie objawy.

## Rozpoznanie
Rozpoznanie stawiane jest na podstawie badania koproskopowego, wykazującego obecność jaj pasożyta w próbce kału. Stwierdzenie jaj wymaga diagnostyki różnicowej z podobnymi jajami innych przywr: Heterophyes heterophyes, Clonorchis  i Opisthorchis.  Pewna diagnoza może być postawiona po wykazaniu dorosłych pasożytów wydalonych po terapii antyhelmintykami lub w autopsji.

## Leczenie
Lekiem z wyboru jest prazykwantel w dawce 25 mg/kg masy ciała p.o. 3 x dziennie przez 1 dzień.